# Sonderstandesamt Bad Arolsen
Das Sonderstandesamt Bad Arolsen wurde mit Landesverordnung vom 1. September 1949 als hessisches Landesamt in der Stadt Bad Arolsen errichtet und mit dem Gesetz zur Änderung und Ergänzung des Personenstandsgesetzes vom 15. Januar 1951 bundesgesetzlich geregelt. 
Gemäß § 38 des Personenstandsgesetzes in der seit dem 1. Januar 2009 geltenden Fassung ist es ausschließlich zuständig für die Beurkundung von Sterbefällen von Häftlingen in ehemaligen deutschen Konzentrationslagern unabhängig von der Staatszugehörigkeit der Häftlinge. Es erhält seine Informationen überwiegend vom Internationalen Suchdienst (ITS) in Bad Arolsen. Zur Entgegennahme der Anzeige für die Beurkundung des Sterbefalls ist auch das Standesamt zuständig, in dessen Bezirk der Anzeigende seinen Wohnsitz oder gewöhnlichen Aufenthalt hat. Dieses Standesamt übersendet dem Sonderstandesamt in Bad Arolsen dann eine Niederschrift über die Anzeige. Bei Mehrfachbeurkundung macht das Sonderstandesamt den zu Unrecht bestehenden Eintrag durch eine entsprechende Folgebeurkundung gegenstandslos (§ 43 PStV).
Das Sonderstandesamt macht keine endgültigen oder amtlichen Angaben zur Gesamtzahl der Opfer des Holocaust.
Das Amt ist nicht zu verwechseln mit dem früheren NS-Sonderstandesamt Bad Arolsen, das während der Zeit des Nationalsozialismus auf dem Dachboden der Arolsener Kaserne den Tod von KZ-Häftlingen im Ort beurkundete.